# Paculla granulosa
Paculla granulosa és una espècie d'aranyes araneomorfes de la família dels pacúlids (Pacullidae). Fou descrita per primera vegada l'any 1881 per T. Thorell. Aquesta espècie és endèmica de Nova Guinea.